# Vidrholec (Dolnooharská tabule)
Vidrholec (243 m n. m.) je vrch v okrese Kladno Středočeského kraje. Leží asi 1 km západně od obce Loucká na jejím katastrálním území a území vsi Miletice. Je to nejvyšší bod Straškovské plošiny.

## Geomorfologické zařazení
Geomorfologicky vrch náleží do celku Dolnooharská tabule, podcelku Řipská tabule, okrsku Krabčická plošina, podokrsku Straškovská plošina a Straškovské části.